# Hyperlasion magnisenorium
Hyperlasion magnisenorium är en tvåvingeart som först beskrevs av Hardy 1956.  Hyperlasion magnisenorium ingår i släktet Hyperlasion och familjen sorgmyggor. Inga underarter finns listade i Catalogue of Life.